# Space Is the Place (film)
Space Is the Place è un film di fantascienza blaxploitation diretto da John Coney, girato nel 1972 e distribuito nel 1974. Il film venne scritto dal musicista jazz Sun Ra e da Joshua Smith, e vede protagonisti Sun Ra e la sua Arkestra. L'album della colonna sonora fu pubblicato dalla Evidence Records.

## Antefatto
Durante la fine degli anni sessanta, Sun Ra e il suo ensemble musicale effettuarono svariati viaggi in California. Nel 1971, Sun Ra tenne un corso, The Black Man in the Cosmos, presso l'Università della California a Berkeley. Fu in questa occasione che Sun Ra attirò l'attenzione del produttore televisivo Jim Newman, che decise di produrre il film Space Is the Place, basato, in parte, sulle idee e la particolare filosofia del musicista incentrata sull'afrocentrismo.

## Trama
Sun Ra, ritenuto scomparso nel nulla dopo il suo tour europeo del giugno 1969, atterra su un pianeta sconosciuto nello spazio profondo insieme ai suoi musicisti, conosciuti come Arkestra, e decide di stabilire la cultura afroamericana sul pianeta extraterrestre. Il medium da lui scelto per trasportare tutti gli afroamericani sul nuovo pianeta è la musica. Egli viaggia indietro nel tempo così da far ritorno allo strip club di Chicago dove era solito suonare con il nome Sonny Ray nel 1943, per confrontarsi con il malvagio pappone chiamato il Soprintendente (The Overseer), ed ingaggiare una partita a carte con in gioco il fato della razza nera.
Nel presente (primi anni settanta), Sun Ra sbarca dalla sua astronave a Oakland e cerca di divulgare il messaggio del suo piano di emigrazione spaziale alla gente di colore. Incontra dei giovani afroamericani in un ostello della gioventù di Oakland e apre una agenzia di lavoro interplanetario per reclutare giovani da trasportare sul nuovo pianeta. Inoltre, si mette d'accordo con Jimmy Fey, un tirapiedi del Soprintendente, per organizzare interviste radiofoniche, l'incisione di un album discografico, e anche un concerto così da aiutare la diffusione del suo messaggio.
Mentre si svolge la partita a carte tra Ra e il Soprintendente, diventa sempre più chiaro che quest'ultimo sta vincendo, e i piani di Ra circa il reclutamento dei locali giovani afroamericani per la sua utopica colonia spaziale sembrano subire un arresto. Molti ragazzi sono sospettosi di Sun Ra, accusandolo di sbandierare le proprie supposte origini aliene solo per vendere più dischi. Ra viene rapito da un team di scienziati bianchi della NASA che cercano con la violenza di estorcergli il segreto tecnologico dei suoi viaggi spaziotemporali. Quando la data prefissata per il concerto di Ra è ormai prossima, egli viene salvato da tre adolescenti del posto, che lo scortano alla sala di concerti appena in tempo per l'esibizione.
Durante il concerto, mentre la Arkestra suona il suo caratteristico free jazz, gli scienziati della NASA cercano di assassinare Sun Ra sparandogli con una pistola. Uno dei teenager si frappone tra lui e il proiettile e si sacrifica, salvando la vita al musicista. Appena il ragazzo viene portato via sanguinante dal palco, Sun Ra alza le mani e il teenager ferito, i suoi amici, e Ra stesso spariscono nel nulla. Uno ad uno, tutti gli afroamericani della zona di Oakland svaniscono per ritrovarsi poi a bordo dell'astronave di Sun Ra.
Jimmy Fey vorrebbe fuggire dall'astronave di Ra non volendo abbandonare la Terra, ma Sun Ra non lascia che Fey se ne vada; egli prende le parti nere di Fey con lui sull'astronave, lasciando le sue parti bianche sulla Terra. Fey, ora interpretato da un bianco, abbandona il Soprintendente, che quindi perde la partita a carte con Ra. Mentre l'astronave si lancia nel cosmo e la musica inizia a suonare, un montaggio caleidoscopico di immagini implica che il pianeta Terra viene distrutto da una apocalisse catastrofica di immani proporzioni.

## Produzione e distribuzione
Space is the Place emerse da Dilexi, una serie sperimentale prodotta da Jim Newman e diretta da John Coney. Volendo perseguire il proprio scopo di filmare esibizioni di musica d'avanguardia, Newman ingaggiò Coney per filmare concerti di Sun Ra and His Arkestra; Coney a sua volta assunse Seth Hill come direttore della fotografia. Le riprese delle performance della Arkestra furono seguite da alcune scene di finzione drammatica vagamente basate su poche pagine di sceneggiatura e per la maggior parte improvvisate. A Hill fu quindi chiesto di ricavare una storia che riunisse tutti gli elementi in maniera logica secondo un filo narrativo. A tal fine, Hill chiese l'aiuto di Joshua Smith, un suo amico dei tempi della scuola di cinema, affascinato all'epoca dalla sottocultura dei papponi e delle puttane, che risultò nella connotazione blaxploitation delle scene dove non appare Sun Ra. Secondo l'assistente di regia Tom Bullock, i problemi dovuti ai salti temporali e alle lacune nella sceneggiatura risultanti dalla produzione frammentaria del film, furono risolti al montaggio in post-produzione da Barbara Pokras.
Esistono due montaggi differenti delle pellicola. Il primo, talvolta definito la versione di Sun Ra, ha una durata di circa 64 min; e per decenni dopo la sua prima uscita limitata nelle sale, Space is the Place fu disponibile solo in formato VHS in questa versione. Il secondo montaggio, dura 82 min, ed è stato reso disponibile per la prima volta nel 2003, quando la Plexifilm ridistribuì il film.
Il film ha ispirato l'album Space Is Still the Place (2015) dei The Bright Light Social Hour.

## Interpretazioni
Il più grande avversario di Ra nella sua missione è il Sovrintendente, un'incarnazione del male nella comunità nera che si pone come leader di comunità e benefattore, ma che, in realtà, è uno strumento del potere dei bianchi. D'altra parte, Jimmy Fey è un rappresentante delle persone di colore nel settore dell'intrattenimento e nei mass media; egli intende bene, ma le sue intenzioni sono state cooptate dalle forze normalizzanti del capitalismo dei bianchi.
È stato anche suggerito che Space Is the Place può essere interpretato come la risposta di Sun Ra al movimento delle Pantere Nere, con il quale Ra era impegnato in una lotta per indirizzare l'immaginario del futuro della razza nera. Daniel Kreiss scrisse: "Mentre non condanna il partito per nome, Sun Ra in definitiva trova un valore limitato nei programmi dei partiti rivoluzionari terrestri, un'allusione alle Pantere, e afferma che solo l'uso della tecnologia e della musica da parte della sua band libererà la gente e farà finalmente prendere loro coscienza".